# Colm
Colm (auf Deutsch: „Taube“) ist ein männlicher Vorname irischen Ursprungs, der sich von Columban von Iona herleitet. Eine andere Form ist Colum. Als Familienname tritt Colm nur selten auf.

## Namensträger

### Vorname
- Colm Burke (* 1957), irischer Politiker
- Colm Condon (1921–2008), irischer Jurist (Attorney General of Ireland)
- Colm Feore (* 1958), irisch-kanadischer Schauspieler
- Colm Gilcreest (* 1974), irischer Snookerspieler
- Colm Kelleher (* 1957), irisch-britischer Bankmanager
- Colum McCann (* 1965), irischer Schriftsteller, Journalist und Drehbuchautor
- Colm McCarthy (* 1973), schottischer Regisseur, Drehbuchautor und Produzent
- Colm Meaney (* 1953), irischer Schauspieler
- Colm O’Gorman (* 1966), irischer Politiker
- Colm O’Reilly (* 1935), irischer römisch-katholischer Bischof
- Colm Tóibín (* 1955), irischer Schriftsteller
- Colm Wilkinson (* 1944), irischer Musical-Darsteller und Sänger

### Familienname
- Gerhard Colm (1897–1968), deutsch-amerikanischer Nationalökonom und amerikanischer Präsidentenberater
- Rudolf Colm (* 1952), österreichischer Manager und Volkswirt